# UltraSPARC IV
Az UltraSPARC IV Jaguar és az ezt követő UltraSPARC IV+ Panther a Sun Microsystems által tervezett és a Texas Instruments által gyártott mikroprocesszorok. Ezek az UltraSPARC mikroprocesszorok negyedik generációját képezik, és a 64 bites SPARC V9 utasításkészlet-architektúrát (ISA) valósítják meg. Az UltraSPARC IV-et eredetileg az UltraSPARC V Millennium követte volna, de annak fejlesztését leállították a Niagara, avagy a UltraSPARC T1 elnevezésű processzor 2004 elején történt bejelentése miatt. Ezáltal az utána következő processzormodell a Fujitsu által tervezett SPARC64 VI.
Az UltraSPARC IV processzort a Sun Throughput Computing kezdeményezésének részeként fejlesztették ki, amelyben az UltraSPARC V Millennium, Gemini és UltraSPARC T1 Niagara mikroprocesszorok fejlesztése is történt. A programban szereplő négy kezdeti tervből kettő jutott el a gyártási fázisig: az UltraSPARC IV és az UltraSPARC T1. Míg a Millennium és a Niagara a blokkos többszálúságot – másként a durván szemcsézett többszálúságot – valósítja meg, az UltraSPARC IV a lapkaszintű többszálúságot támogatja (CMP), ami nem más, mint több egyszálas végrehajtású mag segítségével elért párhuzamos végrehajtás.
Az UltraSPARC IV volt az első többmagos SPARC processzor; 2004 márciusában került forgalomba. Belsőleg két módosított UltraSPARC III magot tartalmaz, és tokozása egy csatlakozó kivételével megegyezik az UltraSPARC III processzoréval. Az UltraSPARC III magok számos javítást kaptak. Az utasításlehívás, tárolási sávszélesség és az adat-előlehívás jelentős optimalizálást kapott. A lebegőpontos összeadó kiegészítő hardverrel bővült, hogy több nem szám (NaN) és alulcsordulás esetet kezeljen a kivételek elkerülése végett. A két mag közösen osztozik a max. 16 MiB kapacitású második szintű gyorsítótáron, de saját második szintű gyorsítótár címkéik vannak.
Az UltraSPARC IV 66 millió tranzisztort tartalmaz, lapkamérete 22,1 mm × 16,1 mm (356 mm²). A Texas Instruments gyártotta 0,13 µm-es folyamattal.
Az UltraSPARC IV+, a 2005-ös év közepén került forgalomba, és szintén egy kétmagos kialakítás, továbbfejlesztett processzormagokkal és egy lapkára integrált második szintű gyorsítótárral. 90 nanométeres gyártási eljárással készült. Az UltraSPARC IV+ processzorok eleinte 1,5 GHz-es órajelen működtek, ami 0,3 GHz-cel kevesebb, mint a megcélzott 1,8 GHz. 2007 áprilisában a frekvenciát 2,1 GHz-re növelték. 2,5 millió tranzisztort tartalmaz.
2004 szeptemberében jelentek meg az UltraSPARC IV-et használó kiszolgálók, az UltraSPARC IV+ processzoros Sun kiszolgálók pedig 2005 szeptemberében jelentek meg. A Sun Fire V490, V890, E2900, E4900, E6900, E20K és E25K rendszerek mind UltraSPARC IV és IV+ processzorokat alkalmaznak. Ezek a rendszerek 4-től 72 processzorfoglalatig (8 – 144 mag) terjedő kialakításokban érhetők el.
Az UltraSPARC IV+ processzorokkal hajtott kiszolgálók fogadtatása igen jó volt, így a Sun 2006-ban visszaszerezte vezető helyét a RISC/UNIX szerverpiacon.

## Fordítás
Ez a szócikk részben vagy egészben  az   UltraSPARC IV című angol Wikipédia-szócikk ezen változatának fordításán alapul.  Az eredeti cikk szerkesztőit annak laptörténete sorolja fel. Ez a jelzés csupán a megfogalmazás eredetét és a szerzői jogokat jelzi, nem szolgál a cikkben szereplő információk forrásmegjelöléseként.